# La Saison du cheval
Pour plus de détails, voir Fiche technique et Distribution.
La Saison du cheval (Ji feng zhon de ma) est un film chinois de Ning Cai sorti en 2005.

## Synopsis
Wurgen vit, avec sa famille, dans les steppes mongoles. Il est berger nomade et rien dans sa vie quotidienne n’a changé depuis des siècles. Le désert avance inexorablement obligeant les villageois à poser des clôtures pour      protéger les pâturages. L’argent manque. Pour pouvoir envoyer leur fils à l’école, sa femme, Yingjidma, beaucoup plus pragmatique, va vendre des yaourts sur le bord de la route.
La seule richesse de la famille est un cheval, vieux et fatigué. Il représente tout ce que Wurgen refuse d’abandonner : les traditions, la liberté. Le berger impuissant tant devant la nature devenue hostile que devant les mirages d’une vie urbaine, ne peut même pas envisager d’aller vivre à la ville.

## Fiche technique
- Photographie : Jong Lin
- Format : couleurs
- Langue : mongol